# 캔디맨 2
《캔디맨 2》(영어: Candyman: Farewell to the Flesh)는 미국에서 제작된 빌 콘던 감독의 1995년 초자연 공포 영화이다. 토니 토드 등이 출연하였고, 그레그 파인버그 등이 제작에 참여하였다. 1992년 영화 《캔디맨》의 후속작이며, 이 영화의 후속작인 비디오 영화 《캔디맨 3》은 1999년에 출시되었다.

## 출연
- 토니 토드
- 켈리 로언
- 빌 넌
- 윌리엄 올리리
- 버로니카 카트라이트
- 맷 클라크
- 조슈아 지브란 메이웨더
- 데이비드 지어노펄러스
- 티머시 카하트
- 페이 하우저

## 기타 제작진
- 미술: 배리 로빈슨
- 의상: 브루스 핀레이슨